# M1 carbine
M1 carbine (formellt United States Carbine, Caliber .30, M1) är ett amerikanskt automatgevär i kalibern .30 Carbine som framför allt användes under andra världskriget. Vapnet använde en för ett gevär förhållandevis svag ammunition och användes främst av trupper i de bakre linjerna samt av andra soldater som hade behov av ett mindre och smidigare vapen än det större M1 Garand som var standard för det amerikanska infanteriet. 
Senare tillverkades även en version för fallskärmsjägare och andra luftburna trupper med fällbar kolv, M1A1. Under andra världskrigets gång tillverkade man en helautomatisk version av M1 carbine, M2. Man införde då ett större magasin med kapacitet av 30 patroner och M2 hade även ett bajonettfäste med flera mindre förändringar. En ännu senare version var M3 som var identisk med M2 men med fästanordningar för ett aktivt nattsikte.
Vapnets ursprung är den amerikanska arméns beslut att ta fram ett vapen som kunde ersätta tjänstepistolerna som då var i amerikansk tjänst (främst automatpistolen M1911A1) med ett effektivare vapen, främst för trupperna i de bakre linjerna. M1 carbine ersatte dock aldrig helt pistolerna. USA hade utfärdat karbiner förut, främst till kavalleriet och artilleriet men med antagandet av M1903 Springfield-geväret så utfärdade man istället ett mellanstort gevär till alla truppslag. Likaledes utvecklades ingen karbinversion av M1 Garand-geväret när den antogs 1936. Eftersom ett av problemen med M1 Garand var längden och vikten för stödtrupper som ofta var tvungna att också bära annan utrustning, så var ett av kraven på den nya karbinen att den skulle väga 5 pund eller mindre. Detta krav gjorde M1 carbine behändigare än M1 Garand och Thompson-kpisten som båda vägde ungefär dubbelt så mycket. Då M1 carbine skulle ersätta pistoler, ansågs det viktigt att den sköt en kraftigare ammunition och hade längre räckvidd än pistolerna, en effektiv räckvidd på 300 yard ansågs optimal. 
Amerikanska karbiner hade traditionellt sett använt samma patron som standardgevären, men M1 carbines pipa på 18 tum krävde att man utvecklade en ny patron med krut som brann snabbare än den i gevärspatronen .30-06 Springfield för optimal verkan. Man baserade den nya patronen på den tidigare .32 Winchester Self-Loading. Den nya patronen, .30 Carbine använde ickekorrosiva tändhattar vilket senare var till fördel i djungelstriderna i Stillahavskriget.
Företaget Winchester var till en börja med främst involverat med att utveckla den nya patronen, men i slutändan lade företaget också fram det vinnande förslaget för den nya karbinen. Efter att USA blivit med i andra världskriget efter attacken mot Pearl Harbor, kortades antagande- och tillverkningsprocessen ner betydligt: M1 carbine godkändes i oktober 1941 och började levereras till trupperna under mitten av 1942.
Soldaterna som använde M1 carbine i strid hade olika reaktioner på vapnet. I allmänhet uppskattade man att karbinen var lättare och behändigare än M1 Garand-geväret, och det faktum att man kunde fästa en dubbel magasinväska på kolven gjorde att vissa trupper slapp ha magasinväskor på sina bälten. M1A1-varianten med fällbar kolv blev de amerikanska fallskärmsjägarnas standardvapen under den senare delen av andra världskriget. De uppskattade att M1A1 var lättare att bära under fallskärmshopp. På Europas fält där skotträckvidden var längre, var M1 carbine dock mindre uppskattat än i Stilla havets djungler där strider tog plats på kort avstånd. Det snabbytbara 15-skotts magasinet var också uppskattat av djungelsoldater. Kritik riktades främst emot patronen som vissa ansågs för klen för att resolut stoppa en fiende vid träff, jämfört med .30-06 Springfield som användes i M1 Garand och BAR-kulsprutegevären.
I ett försök att ersätta kulsprutepistolerna i amerikansk tjänst, utvecklades M2 carbine som var helautomatisk och man började även tillverka 30-skotts magasin. Ännu en variant, M3 carbine, som hade ett aktivt nattsikte utvecklades under kriget. Den användes i liten skala under slutet av kriget och användes även under Korea- och Vietnamkriget. Då M3 hade en otymplig kringutrustning (ryggsäck med batteri, stor infraröd lampa) så användes den oftast i statiska försvarspositioner.

## Militära tillverkare
- Inland Division, General Motors (produktion: 2 632 097), ensam tillverkare av M1A1 Carbine. Lådan är märkt "INLAND DIV."
- Winchester Repeating Arms (produktion: 828 059) Lådan är märkt "WINCHESTER"[6]
- Irwin-Pedersen (opereras av Saginaw Steering Gear och produktionen inkluderar med Saginaws total)
- Saginaw Steering Gear Division, General Motors (produktion: 517 213 ) Lådorna är märkta "SAGINAW S.G." (370 490) och "IRWIN-PEDERSEN" (146 723)
- Underwood Elliot Fisher (produktion: 545 616)  Lådan är märkt "UNDERWOOD"
- National Postal Meter (produktion: 413 017) Lådan är märkt "NATIONAL POSTAL METER"
- Quality Hardware Manufacturing Corp. (produktion: 359 666) Lådan är märkt "QUALITY H.M.C."
- International Business Machines (produktion: 346 500) Lådan är märkt "I.B.M. CORP." Även pipan är märkt "IBM Corp"
- Standard Products (produktion: 247 100) Lådan är märkt "STD. PRO."
- Rock-Ola Manufacturing Corporation (produktion: 228 500) Lådan är märkt "ROCK-OLA"[7]
- Commercial Controls Corporation (produktion: 239) Lådan är märkt "COMMERCIAL CONTROLS"

## Bilder

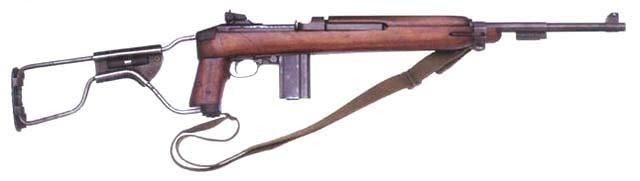
M1A1-varianten för fallskärmsjägare med vikbar kolv.
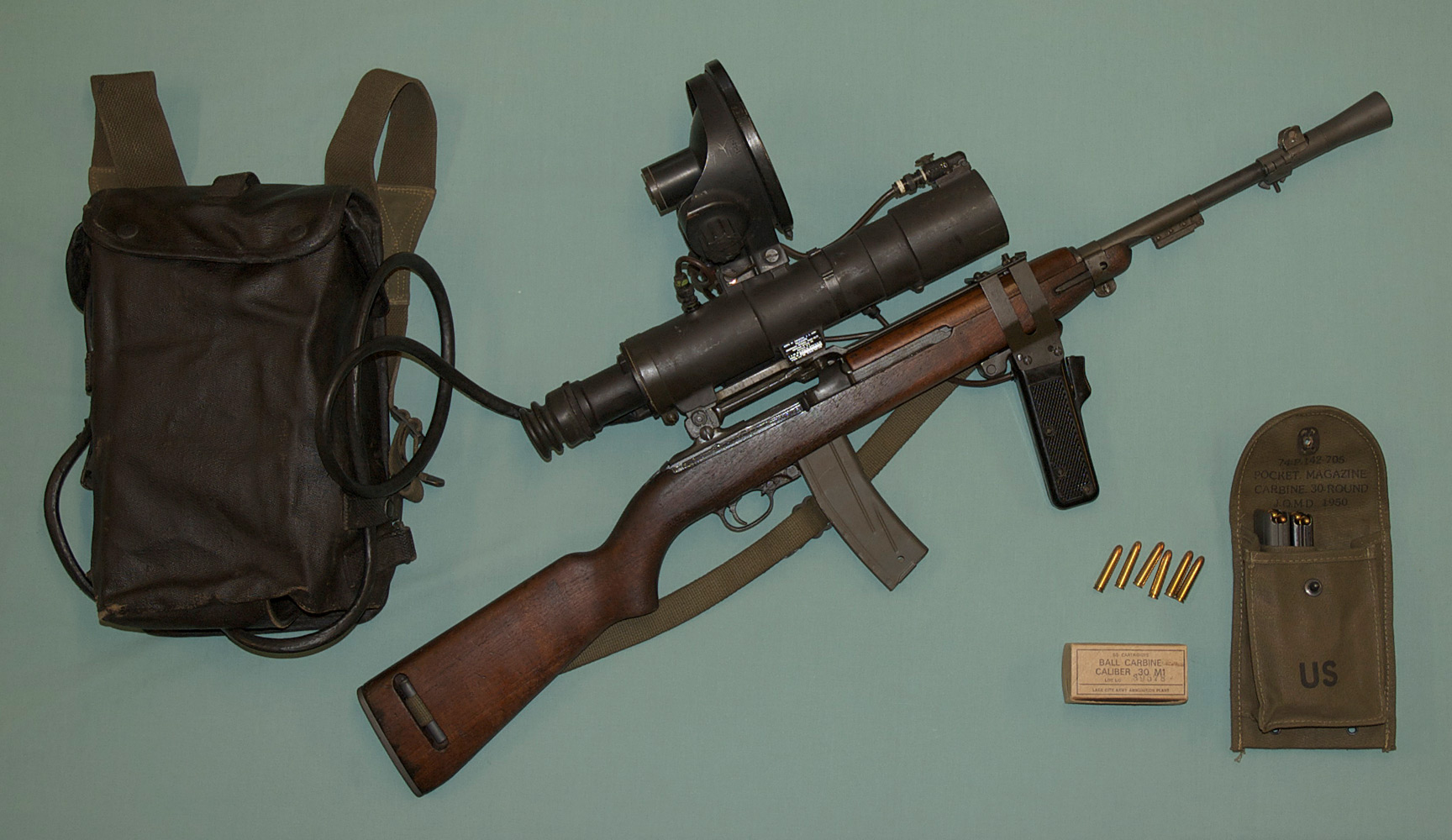
M3-varianten med nattsikte och batteri i ryggsäck.